# Farní sbor Českobratrské církve evangelické v Benešově
Farní sbor Českobratrské církve evangelické, seniorátu pražského, jeden z mimopražských sborů tohoto seniorátu. Sbor je administrován, kurátorem sboru Igor Turzik. Sbor spravuje jedinou kazatelskou stanici ve Vlašimi. Podle portálu Evangnet vykazuje v roce 2015 278 členů.
Služby boží se konají v sídle sboru každou neděli v 10:00 h. V kazatelské stanici mimo 1. každou neděli v měsíci v 8:30.

## Historie
Založen roku 1907 jako kazatelská stanice. Samostatným se stal až po spojení církví H. V. a A. V. do Českobratrské církve evangelické roku 1925.